# Sten Nackstad
Bror Sten Nackstad, född 2 januari 1914 i Selångers församling i Västernorrlands län, död 25 maj 1987 i Kungsholms församling i Stockholm, var en svensk revisor.
Sten Nackstad var son till byggmästaren Oscar Carlsson och Margareta, ogift Bergman. Han avlade realexamen i Sundsvall 1930 och examinerades från Sundsvalls handelsskola 1931. Han blev civilekonom 1938 och auktoriserades vid Stockholms handelskammare 1941.
Åren 1932–1936 var han anställd hos auktoriserad revisor. 1937 kom han till Bohlins Revisionsbyrå. Han gick in som delägare där 1945, var verkställande direktör 1963–1977 och ordförande där 1977–1982. Han satt i styrelsen för Föreningen Auktoriserade Revisorer från 1952, blev vice ordförande 1961 och var ordförande där 1962–1964.
Han gifte sig 1940 med civilekonom Anna-Greta Bohlin (1917–1993), dotter till maskinchef Oscar Bohlin och Anna Holmberg, omgift Haijby. De fick en son 1945.